# Severomorsk
Severomorsk (ryska: Североморск, före 18 april 1951 Vajenga ryska: Ваенга) är en stängd stad i nordvästra Ryssland, belägen på Kolahalvöns nordkust. Den tillhör administrativt Murmansk oblast och har cirka 50 000 invånare.

## Norra flottan
Den ryska flottans norra flotta har sitt högkvarter i Severomorsk. Den största torrdockan på Kolahalvön finns i staden. I stadens närområden finns flera stora flygbaser för det ryska marinflyget, Severomorsk-1, Severomorsk-2 och Severomorsk-3.